# Szász tükör

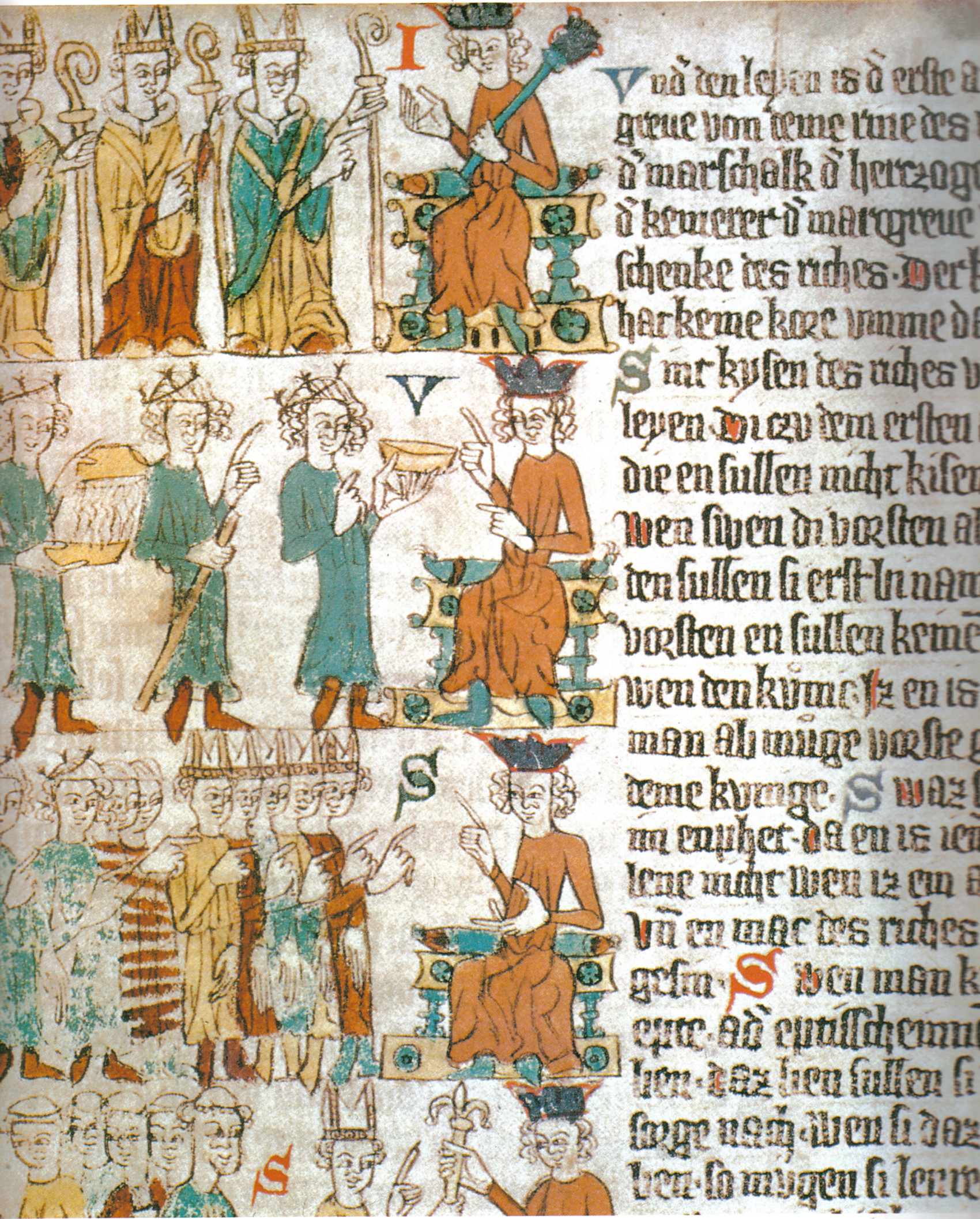
A királyválasztás ábrázolása a heidelbergi szász tükörben

A szász tükör (Sachsenspiegel) a német középkor legrégibb jogkönyve, a szász (tulajdonképpen az ostfáliai) szokásjog első lejegyzése, a német birodalmi jog meghatározó forrása. Nem a császár és nem is a fejedelmek rendelték el összeállítását, hanem 1215 és 1235 között Eike von Repgow (avagy Eike von Repgau) anhalti lovag magánszorgalomból gyűjtötte össze és jegyezte fel egységes rendben a kialakult jogszokásokat. A mű címét így indokolta verses előszavában:
E könyvet a Szászok Tükrének nevezik,
Mert benne a szászok joga ismertetik,
Oly módon, amint a tükörben a dámák
Tiszta arcocskájuk nézegetni szokták
Utóbb a Szászok tükre az egész Német-római Birodalomban érvényessé vált, annak ellenére, hogy 1374-ben XI. Gergely pápa egyes cikkeit eretnekségként elvetette.

## Külső hivatkozások
- A választófejedelem[halott link]
- Kempelen Farkas digitális tankönyvtár[halott link]
- Középkori jogtörténet[halott link]
- A jog kulturális holdudvara